# Lavandula viridis
El cantueso verde o lavanda verde (Lavandula viridis) es una especie de fanerógama, de la familia Lamiaceae.

## Características generales
Matas más o menos densamente pubescente-glandulosas, con pelos cortos glandulares y pelos largos glandulares o eglandulares, simples o ramificados. 
Tallos de hasta 75 cm, muy ramificados. Hojas de 10-50 × 1,5-7 mm, lanceoladas o espatuladas, enteras, revolutas, con glándulas sentadas más o menos abundantemente por el envés. 
Inflorescencias de 20-50 mm, densas, más o menos largamente pedunculadas, verdosas, con 2-4 brácteas apicales estériles, oblongo-obovadas, verdosas. Brácteas fértiles con nerviación reticulada bien marcada, pubescente-glandulosas, ovadas, acuminadas, cordadas, las superiores obovadas, generalmente acuminadas. Cáliz de 4-8 mm, tubuloso, verdoso, con 13 nervios, densamente pubescente, con glándulas sentadas; diente superior con un apéndice, de obovado a suborbicular, estipitado. Corola de 7-9 mm, crema, densamente pubescente en la mitad apical. Estilo pubescente.
Florece de abril a junio en el hemisferio boreal

## Hábitat
Matorrales sobre suelos ácidos.

## Distribución general
Sierra Norte sevillana, Sierra de Aracena, Andévalo. También en las Azores y Madeira. Pero se puede encontrar como planta ornamental en todo el mundo.

## Usos
Para cultivar esta planta en un jardín, es necesario saber que las plantas obtenidas a partir de semillas o esquejes crecen muy lentamente el primer año, alcanzando solo 15-20 cm de altura. Les gusta la luz, un buen drenaje, suelos alcalinos. 
La lavanda posee cualidades tónicas, estimulantes, antiespasmódicas, carminativas (para expulsar gases instestinales), y sedantes. Se ha usado para dolores de cabeza tensionales y nerviosos, insomnio y espasmos musculares.

## Taxonomía
Lavandula viridis fue descrita por Charles Louis L'Héritier de Brutelle y publicado en Sertum Anglicum 19. 1789.
Etimología
Lavandula: nombre genérico que se cree que deriva del francés antiguo lavandre y en última instancia del latín lavare (lavar), refiriéndose al uso de infusiones de las plantas. El nombre botánico Lavandula como el usado por Linneo se considera derivado de este y otros nombres comunes europeos para las plantas. Sin embargo, se sugiere que esta explicación puede ser apócrifa, y que el nombre en realidad puede ser derivado del latín livere, "azulado".
viridis: epíteto latíno que significa "de color verde".
Sinonimia
- Lavandula stoechas var. albiflora Buch, Phys. Beschr. Canar. Ins. (1825).
- Lavandula massonii Cels ex Ging., Hist. Nat. Lavand.: 137 (1826).[5]

## Nombres comunes
- Castellano: cantueso verde, tomillo cantueso verde.[6]